# 镇东桥
镇东桥，位于中国福建省大田县均溪镇红星村，明成化八年（1472年）始建，为县城“田阳八景”之一；初为木桥，清乾隆十七年（1752年），改建石桥。桥身西北至东南走向，南北二侧建有月台，四墩五孔石拱桥，总长91.79米，宽4.18米，距水面高约7米；桥墩船形，五孔不等高，横放并列式圆弧拱形起券。2009年11月16日公布为第七批福建省文物保护单位。